# Бану, Цецилия Бенциановна
Цеци́лия Бенциа́новна Бану́ (урождённая Бакалейщик; 13 марта 1911, Любеч, Черниговская губерния — 11 января 1998, Москва) — советский и российский литератор, переводчик с персидского языка, известный исследователь творчества поэта Абулькасима Фирдоуси, автор полного перевода «Шахнаме».
Училась на курсах востоковедения, на персидском отделении, отправилась в Среднюю Азию, жила в Самарканде, где настолько освоила таджикскую речь, что работала диктором на радио.
Участник Великой Отечественной войны. Награждена медалями (в т.ч. Медалью «За трудовое отличие» — 1957 год). Заслуженный работник культуры Таджикской ССР. Член Союза писателей СССР (1934). Жена национального поэта Таджикистана, уроженца Ирана Абулькасима Лахути.

## Переводы
- Лахути А. Два ордена. М., 1936
- Лахути А. В Европе. М., 1936
- Лахути А. Стихи для эстрады. М., 1936
- Лахути А., Садовник. Сталинабад; Л., 1937
- Лахути А., Иран. Сталинабад; Л., 1938
- Лахути А., Кремль. Сталинабад; Л., 1938
- Лахути А., Семья народов. Сталинабад; Л., 1938
- Лахути А., Сердце. Сталинабад; Л., 1938
- Лахути А. Избранная лирика. Сталинабад; Л., 1940
- Лахути А., Вооруженные песни. Сталинабад, 1942
- Лахути А., Алмазы доблести. Сталинабад, 1943
- Лахути А., Непобедимая земля. Сталинабад, 1943
- Фирдоуси А. Шахнаме: Поэма. М. АН СССР, 1957-1989 (переизд., 1994[4]) [5]
  - Первый том ISBN 5-86218-045-1, 5-86128-046-Х
  - Второй том ISBN 5-86218-045-1, 5-86128-044-8
  - Третий том ISBN 5-86218-045-1, 5-86128-048-6
  - Четвёртый том ISBN 5-86218-045-1, 5-86128-049-4
  - Пятый том
  - Шестой том ISBN 5-02-012689-6
- Лахути А., Лирика. М., 1970
- В сад я вышел на заре. Душанбе, 1983.
- Жемчужины персидской поэзии / Переводы Цецилии Бану; Сост., вступ. ст. и прим. Лейлы Лахути. — М.: Летний сад, 2016. — 600 с.: ил. ISBN 978-5-98856-239-9 [В книгу вошли стихи разных жанров Рудаки, Фирдоуси, Омара Хайяма[6], Саади, Хафиза, Абулькасима Лахути и других персидских и таджикских поэтов.]
- Фирдоуси. Шахнаме / Пер. Цецилии Бану; Сост., предисл., примеч., указатель Лейлы Лахути. — М.: Летний сад, 2017. — 608 с.: ил. — (Жемчужины персидской поэзии. Том 2). — ISBN 978-5-98856-297-9

## Поэзия
- Два письма... Сталинабад, 1942
- Нераздельный союз. Сталинабад, 1942
- Рассказ пионера. Сталинабад, 1942